# 야마토군 (후쿠오카현)

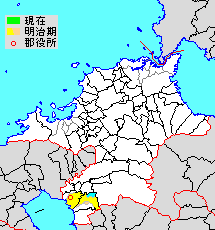
후쿠오카현 야마토군의 위치 (연노랑: 후에 다른 군에 편입된 구역 하늘색: 후에 다른 군에서 편입된 구역)

야마토군(일본어: 山門郡)은 일본 후쿠오카현(지쿠고국)에 있던 군이다.

## 군역
1878년 행정 구역으로 발족 당시의 군역은 아래 구역에 해당한다.
- 야나가와시의 대부분
- 미야마시의 대부분

## 역사
- 1878년 11월 1일 - 군구정촌 편제법이 후쿠오카현에서 시행되면서, 행정 구역으로서의 야마토군이 발족.

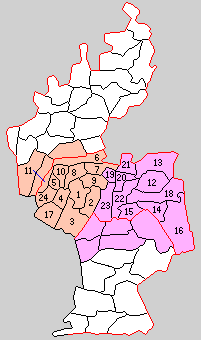
1.시오쓰카촌 2.다카노오촌 3.아리아케촌 4.히가시미야나가촌 5.시로우치촌 6.가와키타촌 7.가와베촌 8.미야노우치촌 9.다루미촌 10.야나가와정 11.오키노하타촌 12.기요미즈촌 13.미즈카미촌 14.도미하라촌 15.짓카이촌 16.마테코지촌 17.료비라키촌 18.미도리촌 19.가미세타카정 20.시모세타카정 21.혼고촌 22.오가와촌 23.가와조이촌 24.니시미야나가촌 (주황: 야나가와시 분홍: 미야마시)

- 1889년 4월 1일 - 정촌제 시행으로, 아래의 정촌이 발족.(3정 21촌)
  - 시오쓰카촌(塩塚村): 현 야나가와시
  - 다카노오촌(鷹尾村): 현 야나가와시
  - 아리아케촌(有明村): 현 야나가와시
  - 히가시미야나가촌(東宮永村): 현 야나가와시
  - 시로우치촌(城内村): 현 야나가와시
  - 가와키타촌(川北村): 현 야나가와시
  - 가와베촌(川辺村): 현 야나가와시
  - 미야노우치촌(宮ノ内村): 현 야나가와시
  - 다루미촌(垂見村): 현 야나가와시
  - 야나가와정(柳河町): 현 야나가와시
  - 오키노하타촌(沖端村): 현 야나가와시
  - 기요미즈촌(清水村): 현 미야마시
  - 미즈카미촌(水上村): 현 미야마시
  - 도미하라촌(富原村): 현 미야마시
  - 짓카이촌(竹海村): 현 미야마시
  - 마테코지촌(万里小路村): 현 미야마시
  - 니시미야나가촌(西宮永村): 현 야나가와시
  - 미도리촌(緑村): 현 미야마시
  - 가미세타카정(上瀬高町): 현 미야마시
  - 시모세타카정(下瀬高町): 현 미야마시
  - 혼고촌(本郷村): 현 미야마시
  - 오가와촌(小川村): 현 미야마시
  - 가와조이촌(河沿村): 현 미야마시
  - 료비라키촌(両開村): 현 야나가와시
  - 일부 지역이 미이케군 하에촌, 에노우라촌, 이와타촌의 일부이 됨.
- 1901년 1월 1일 - 가미세타카정·시모세타카정이 합병하여, 세타카정(瀬高町)이 발족.(2정 21촌)
- 1907년
  - 1월 1일(2정 14촌)
    - 도미하라촌·짓카이촌·마테코지촌 및 미도리촌의 일부가 합병하여, 야마카와촌(山川村)이 발족.
    - 세타카정·혼고촌·오가와촌·가와조이촌 및 미도리촌의 잔여부가 합병하여, 새로이 세타카정이 발족.
    - 기요미즈촌·미즈카미촌이 합병하여, 히가시야마촌(東山村)이 발족.

  - 3월 20일(2정 9촌)
    - 가와키타촌·가와베촌·미야노우치촌·다루미촌이 합병하여, 미쓰하시촌(三橋村)이 발족.
    - 시오쓰카촌·다카노오촌·아리아케촌이 합병하여, 야마토촌(大和村)이 발족.
- 1951년 4월 1일 - 야나가와정·시로우치촌·오키노하타촌·니시미야나가촌·히가시미야나가촌·료비라키촌이 합병하여, 야나가와정(柳川町)이 발족.(2정 4촌)
- 1952년
  - 4월 1일 - 야나가와정이 시제 시행으로 야나가와시(柳川市)가 되어, 군에서 이탈.(1정 4촌)
  - 6월 1일 - 미쓰하시촌이 정제 시행으로 미쓰하시정(三橋町)이 됨.(2정 3촌)
  - 9월 1일 - 야마토촌이 정제 시행으로 야마토정(大和町)이 됨.(3정 2촌)
- 1956년 9월 30일 - 히가시야마촌이 세타카정에 편입.(3정 1촌)
- 1959년 4월 10일 - 야마카와촌의 일부가 미이케군 다카타정에 편입.
- 1969년 4월 1일 - 야마카와촌이 정제 시행으로 야마카와정(山川町)이 됨.(4정)
- 2005년 3월 21일 - 미쓰하시정·야마토정이 야나가와시과 합병되어, 새로이 야나가와시가 발족, 군에서 이탈.(2정)
- 2007년 1월 29일 - 세타카정·야마카와정가 미이케군 다카타정과 합병하여 미야마시(みやま市)가 발족. 당일 야마토군은 폐지됨.